# Олехновичі
Олехновичі (біл. вёска Аляхновічы) — село в складі Молодечненського району Мінської області, Білорусь. Село є адміністративним центром Олехновицької сільської ради, розташоване в західній частині області.

## Історія
З 1793 після другого розділу Речі Посполитої Олехновичі, як і вся Вілейщина, входила до складу Російської імперії, був утворений Вілейський повіт у складі спочатку Мінської губернії, а з 1843 - Віленської губернії.
У 1921–1945 роках село знаходилось у Польщі, у Вільнюськім воєводстві, Вілейського повіту, у гміні Красне.

## Населення
- 1921 рік — 242 людини, 43 будинків[2]
- 1931 рік — 504 людини, 81 будинків[3].